# Kałęczyn (powiat piski)
Kałęczyn (niem. Kallenzinnen, 1938–1945 Dreifelde) – osada w Polsce położona w województwie warmińsko-mazurskim, w powiecie piskim, w gminie Pisz.
W latach 1975–1998 miejscowość administracyjnie należała do województwa suwalskiego.